# Agua
Agua (španělsky Voda) je neaktivní sopka ve středoamerickém státě Guatemala. Z většiny se rozkládá na území guatemalského departamentu Sacatepéquez. Nedaleko od vulkánu se nachází město Antigua Guatemala i Ciudad de Guatemala.
Za svoje pojmenování vděčí jezeru v jeho kráteru. Právě toto kráterové jezero se v důsledku vydatných dešťů 11. září 1541 vylilo a následný bahnotok zničil tehdejší hlavní město Guatemalského království – území, které v té době začínali kolonizovat Španělé ve Střední Americe. Tota lokalita je dnes známá jako Ciudad Vieja. Po této události byla hlavním městem ustanovena Antigua Guatemala.
Dosahuje nadmořské výšky 3  765 metrů nad hladinou moře. Uvádí se, že poslední aktivita probíhala v období holocénu. Na úpatí sopky se pěstuje kávovník, ve vyšších polohách kukuřice a vrcholek je pokryt původním lesem. V těsné blízkosti vulkánu se nacházejí dva další významné guatemalské vulkány - Fuego a Acatenango. Klima zde panuje studené a větrné ovlivněné právě výškou, do které vystupuje sopka nad okolní terén. Na vrcholku občas i napadne sníh – naposledy v lednu 1967.